# Mühldorf bei Feldbach
Mühldorf bei Feldbach är en ort i  kommunen Feldbach i Österrike. Den ligger i distriktet Südoststeiermark i förbundslandet Steiermark.
Mühldorf bei Feldbach var tidigare en självständig kommun, men blev den 1 januari 2015 en del av kommunen Feldbach. Kommunen bestod av sex orter (Ortschaften) (inom parentes invånarantal 1 januari 2024):
- Mühldorf bei Feldbach (2 031)
- Obergiem (112)
- Oedt bei Feldbach (716)
- Petersdorf (157)
- Reiting (108)
- Untergiem (151)